# Arnold de Valenciennes
Arnold de Valenciennes o de Cambrai fou comte de Cambresis (Arnold II) i comte i marquès de Valenciennes fill d'Arnold I comte de Cambrai. Era parent del bisbe Balderic II de Lieja segurament per la seva mare Berta que seria tia de Balderic. És esmentat com a comte de Cambresis (sense la ciutat de Cambrai) del 967 al 1006 i com a comte de Valenciennes vers 974-1006. La Gesta Episcoporum Cameracensium assenyala que els comtes Godefridus (Godofreu I de Verdun comte de Mons o Hainaut) [et] Arnulfus (Arnold), van defensar Cambrai el 979 contra el rei Lotari de França (954-986) en absència de l'emperador Otó II del Sacre Imperi que era a Polònia, i contra Otó de Vermandois que va construir el castell de Vinchy prop de la ciutat. Godofreu i Arnold (Arnulf) van enviar un contingent militar a l'emperador per l'expedició a Itàlia del 980. Apareix sota Otó III del Sacre Imperi en cartes del 20 de maig del 988 i 21 d'abril de 1001. S'hauria retirat al final del 1006. Els seus drets comtals al Cambresis es van extingir quan l'emperador Enric II del Sacre Imperi Romanogermànic els va concedir al bisbe de la ciutat el 22 d'octubre de 1007. Valenciennes va passar a Balduí IV de Flandes. Va morir el 23 d'octubre del 1012 segons el Necrològic de Sant Lambert de Lieja.